# 土地家屋調査士

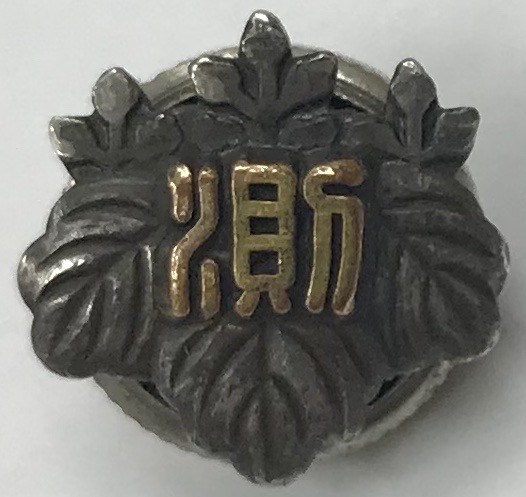
土地家屋調査士の徽章

土地家屋調査士（とちかおくちょうさし）とは、不動産の表示に関する登記の専門家のことであり、他人の依頼を受けて、土地や建物の所在・形状・利用状況などを調査・測量して、図面の作成や不動産の表示に関する登記の申請手続などを行う。職務上請求を行うことができる八士業の一つである。

## 概要
土地家屋調査士法を根拠とし、監督官庁は法務省である。土地家屋調査士となる資格を得るには、法務省の職員として登記事務に関わった経験を基に法務大臣の認定を受けるか、法務省が実施する土地家屋調査士試験に合格する必要がある。土地家屋調査士となる資格を有する者が土地家屋調査士となるには、事務所を設けようとする地を管轄する都道府県内に設立された「土地家屋調査士会」へ入会して、日本土地家屋調査士会連合会に備える土地家屋調査士名簿に登録を受けなければならない。なお、日本土地家屋調査士会連合会の登録会員数は16,141名、339法人（令和3年4月1日現在）。
業務独占資格
土地家屋調査士は業務独占資格の1つであり、土地家屋調査士会に入会していない土地家屋調査士または土地家屋調査士法人でない者（公共嘱託登記土地家屋調査士協会を除く）が土地家屋調査士の業務を行った場合、1年以下の懲役または100万円以下の罰金に、土地家屋調査士または土地家屋調査士法人の名称またはこれと紛らわしい名称を用いた場合、100万円以下の罰金に処せられる。土地家屋調査士の資格を有さない者が、図面（地積測量図、建物図面等）のみ申請適格者から依頼を受け作成をした場合であっても土地家屋調査士法第68条の違反となり、1年以下の懲役または100万円以下の罰金に処せられる。これに加え、非資格者は依頼者に対し民事責任をも負うことになる。
表示に関する登記手続は、権利に関する登記手続の前提として、権利の客体を適格に登記簿上に公示することによって国民がもつ権利の明確化に寄与することを目的とした制度であり、これに関与する土地家屋調査士の業務はきわめて公共性の高く、倫理規程にあるとおり公平性、中立性が求められている。

## 業務
土地家屋調査士法第3条の規定によれば、土地家屋調査士は、他人の依頼を受けて、次に掲げる事務を行うことを業とする。
1. 不動産の表示に関する登記（表題登記）について必要な土地または家屋に関する調査または測量
2. 不動産の表示に関する登記の申請手続またはこれに関する審査請求の手続についての代理
3. 不動産の表示に関する登記の申請手続またはこれに関する審査請求の手続について法務局または地方法務局に提出し、または提供する書類または電磁的記録（電子的方式、磁気的方式その他人の知覚によつては認識することができない方式で作られる記録であって、電子計算機による情報処理の用に供されるものをいう。5において同じ。）の作成
4. 筆界特定の手続（不動産登記法第6章第2節の規定による筆界特定の手続または筆界特定の申請の却下に関する審査請求の手続をいう。5において同じ。）についての代理
5. 筆界特定の手続について法務局又は地方法務局に提出し、または提供する書類または電磁的記録の作成
6. 1から5に掲げる事務についての相談
7. 土地の筆界（不動産登記法第123条第1号に規定する筆界をいう。第25条第2項において同じ。）が現地において明らかでないことを原因とする民事に関する紛争に係る民間紛争解決手続（民間事業者が、紛争の当事者が和解をすることができる民事上の紛争について、紛争の当事者双方からの依頼を受け、当該紛争の当事者との間の契約に基づき、和解の仲介を行う裁判外紛争解決手続（訴訟手続によらずに民事上の紛争の解決をしようとする紛争の当事者のため、公正な第三者が関与して、その解決を図る手続をいう。）をいう。）であって当該紛争の解決の業務を公正かつ適確に行うことができると認められる団体として法務大臣が指定するものが行うものについての代理
8. 7に掲げる事務についての相談

上記7及び8の業務は、法務大臣指定の課程を修了し考査を受験した土地家屋調査士のうち、法務大臣により民間紛争解決手続代理関係業務を行うのに必要な能力を有すると認定された土地家屋調査士でなければ行うことができない。相談業務は前述の認定を受けた土地家屋調査士単独で行い得るが、代理関係業務については弁護士と共同受任することとなる。

### ADR認定土地家屋調査士
通常の土地家屋調査士の業務の他に、民間紛争解決手続代理関係業務を行うのに必要な能力を有すると法務大臣が認定した土地家屋調査士に限り、弁護士との共同受任を条件として、行うことができる。
「土地の筆界が現地において明らかでないことを原因とする民事に関する紛争」において、土地家屋調査士が「民間紛争解決手続（ADR）の代理関係業務を行うには、従来の業務以上に高度な倫理意識、専門知識、素養が求められ、「信頼性の高い能力担保」を講じることが代理権付与の条件であり、この点は、全ての土地家屋調査士に認められている筆界特定の代理権と大きく相違するところである。

### 筆界特定制度、筆界調査委員
筆界特定制度（ひっかいとくていせいど）とは、土地の一筆ごとの境界（筆界:ひっかい）を決定するための行政制度のことである。
筆界特定登記官が土地の所有権の登記名義人等の申請により、申請人・関係人等に意見および資料を提出する機会を与えた上、外部専門家である筆界調査委員（法務局長から任命された土地家屋調査士・弁護士・司法書士で構成される。業務期間中は非常勤の国家公務員）の意見を踏まえ、筆界の現地における位置を筆界特定登記官が特定する不動産登記法上の制度である。

### 関連業務
土地家屋調査士の業務について「登記申請書に添付を必要とする書類もしくは上記書類の交付請求書（例えば租税、公課等の証明願、戸籍および住民票の謄抄本交付請求書等）の作成も当然土地家屋調査士の業務の範囲に属する」（昭和51年4月7日法務省民三第2492号法務省民事局長回答）との行政先例があり、土地家屋調査士は各種の業務を行うことができる。戸籍法においては、弁護士、司法書士、土地家屋調査士、税理士、社会保険労務士、弁理士、海事代理士又は行政書士は、受任している事件又は事務に関する業務を遂行するために必要がある場合には、戸籍謄本等の交付の請求をすることができる、と規定している（戸籍法第10条の2）。住民基本台帳法にも、職務上の請求を認める規定が置かれている（住民基本台帳法第12条の3）。
不動産登記法第49条に関する権利の登記の特例
土地家屋調査士は、当事者の依頼を受けて、不動産登記法第49条第１項の規定により、合体後の建物についての建物の表題登記および合体前の建物についての建物の表題部の登記の抹消を申請する場合において、同項後段の規定による所有権の登記をも併せて申請すべきときは、同項後段の規定による申請手続をもすることができる（平成5年9月29日民三第6361号民事局長通達）とされており、この場合に限り司法書士の業務である権利の登記を行うことができる。
農地転用関係
農地転用と呼ばれる手続には様々な種類が存在するが、既に現況地目が変更されている場合に登記申請書に添付する書類を取得する目的で「非農地証明」「転用事実確認証明」「土地現況証明」等の交付請求書を作成することは、土地家屋調査士の業務の範囲に属する。また、市街化区域において届出を怠って転用が行われた場合には、現況地目が既に変更されているものであり登記申請義務が発生しているため、この場合の転用届出書の作成は、登記申請書に添付する書類の交付請求書の作成として土地家屋調査士が行うことができる。
官民境界確定申請関係
官民境界の境界確定は、官有地と民有地の間において、その所有権の及ぶ範囲を確認、合意する契約行為であるが、分筆などの登記申請の前提として行う場合、その申請手続は土地家屋調査士の独占業務となる。なお、登記を目的としない場合には行政書士の独占業務（建築に関する場合は建築士法第21条の規定により建築士が行うことも可能）となるが、その場合でも実質的な確定業務は官公署が土地家屋調査士等に委託して行うこととなる。
境界確定申請関係
土地家屋調査士が不動産表示登記に必要な調査測量の依頼を受けた土地について、隣接地または道路、水路等公共用地との境界が不明の場合、境界確認のため、所有者の委託に基づいて、関係者の立ち会いのもとに境界確認のための測量をなすこと及び確認された境界点に標識等の設置をなすことは、土地家屋調査士法第2条に定める業務行為に属する。（昭和53年3月20民三第1677号民事局第三課長回答）
狭あい道路拡幅・道路位置指定・開発許可等
狭あい道路の拡幅整備に関する条例に基づく申請手続、建築基準法に基づく道路位置指定の手続、都市計画法に基づく開発許可の手続等については、明確な判例や行政先例が無く判断がわかれているが、都市計画法施行規則第十九条一項チにより設計者の資格を認められた場合における設計図書作成は土地家屋調査士が設計者として認められれば業務として認められている。このためこれら手続の土地家屋調査士の業務性を認めている市町村は多い。これは、一連の手続には登記が伴うことがほとんどであり、登記を目的とした業務であれば土地家屋調査士の独占業務となるからである。しかし建築に関する手続であれば一連の手続のうち登記目的の調査でないとして切り離せる部分を建築士が行うこともできると考えられ、一般的な行政手続と捉えれば一連の手続のうち登記目的の調査でないとして切り離せる部分を行政書士が行うこともできると考えられる。とはいっても、これらの手続で登記が目的ではない業務は稀であり、土地家屋調査士でない者による調査・測量に基づいて手続を進めてしまうと、登記が必要な段階で再度土地家屋調査士が調査・測量することとなり、結果二重の費用が発生するとともに、その結果が相違した場合には手続を進めることが困難になる恐れもあるため、多くの場合は手続の当初から土地家屋調査士が関与することとなる。

## 土地家屋調査士法人
土地家屋調査士法人は、土地家屋調査士法によって定められた、土地家屋調査士のみを社員とする法人をいう（同法28条）。
土地家屋調査士法第26条によれば、土地家屋調査士法人は、土地家屋調査士の業務を行うことを目的として、土地家屋調査士が共同して設立した法人のことを指す。また、同法第27条によれば、土地家屋調査士法人は、その名称中に土地家屋調査士法人という文字を使用しなければならない。

## 試験
土地家屋調査士の資格を得るための主な方法は、法務省が実施する土地家屋調査士試験に合格することである。
筆記試験は10月第3週目の日曜日、口述試験は翌年1月第3週目に筆記試験（午前試験、午後試験）の合格者に対して各法務局管轄の受験地で行われる。
筆記試験には通常の電卓だけではなく、文字入力やプログラム機能がないなどの条件を満たせば関数電卓の持ち込みも可能である。また作図があるため、1/250や1/500の目盛りがある三角定規や三角スケール、全円分度器、コンパスなどの持ち込みも許可されている。

### 受験資格
制限なし。筆記試験（午前試験と午後試験）と口述試験からなる。ただし、午前試験は測量士・測量士補、一級建築士・二級建築士の有資格者は免除される。
口述試験は、筆記試験合格者のみに実施される。

### 試験科目
不動産の表示に関する登記につき必要と認められる事項

#### 午前試験
午前の部は、多肢択一式10問、記述式1問を2時間で解答する。
試験内容
- 土地及び家屋の調査及び測量に関する知識及び技能であって、次に掲げる事項

ア 平板測量（トランシット及び平板を用いる図根測量を含む。）
イ 作図（縮図及び伸図並びにこれに伴う地図の表現の変更に関する作業を含む。）

#### 午後試験
午後の部は、多肢択一式20問、記述式2問を2時間30分で解答する。
試験内容
- 民法に関する知識
- 登記の申請手続（登記申請書の作成に関するものを含む。）及び審査請求の手続に関する知識
- その他土地家屋調査士法第3条第1項第1号から第6号までに規定する業務を行うのに必要な知識及び能力

択一式
五肢択一形式の選択問題。主に民法・不動産登記法及び土地家屋調査士法から20問出題される。
※ 2009年（平成21年）度は、民法3問、不動産登記法16問、土地家屋調査士法1問
記述式
製図を含む書式問題、不動産登記から出題。土地に関する問題及び建物（又は区分建物）からそれぞれ1問ずつ、計2問出題される。
足きり
択一式、記述式、合計点に足きりがある。2009年（平成21年）度は、午後の部の試験のうち、多肢択一式問題については満点50点中32.5点（13/20問）に、記述式問題については満点50点中35.0点にそれぞれ達しない場合には、それだけで不合格とされた。
午前試験
1. 平面測量
2. 作図

択一式問題10問（文章問題及び計算問題） 60点＝6点×10問
記述式問題1問（土地の測量計算及び作図） 40点
足きり
択一式、記述式共に足きりがある。2009年（平成21年）度は、午前の部の試験のうち、多肢択一式問題については満点60点中30.0点に、記述式問題については満点40点中27.0点にそれぞれ達しない場合には、それだけで不合格とされた。
筆記試験合格点
以上の足きりをクリアし、かつ合格点をクリアする必要がある。なお合格点は年度によって変動する。
2009年度（平成21年度）例
午前の部の試験を受験した者
午前の部の試験 満点100点中67.0点以上
かつ
午後の部の試験 満点100点中70.5点以上
午前の部の試験を免除された者
午後の部の試験 満点100点中70.5点以上
口述試験
1. 午後試験科目の範囲および土地家屋調査士の業務を行うについて必要な知識

※ 口述試験不合格者は翌年の筆記試験を免除される。

### 合格率
| 実施年度           | 出願者数(A) | 受験者数(B) | 合格者数(C) | 合格率(C/A) | 合格率(C/B) |
| ------------------ | ----------- | ----------- | ----------- | ----------- | ----------- |
| 1989年（平成元年） | 14,300人    | 非公表      | 457人       | 3.20%       | -           |
| 1990年（平成2年）  | 13,459人    | 非公表      | 451人       | 3.35%       | -           |
| 1991年（平成3年）  | 12,536人    | 非公表      | 440人       | 3.51%       | -           |
| 1992年（平成4年）  | 11,958人    | 非公表      | 430人       | 3.60%       | -           |
| 1993年（平成5年）  | 11,892人    | 非公表      | 442人       | 3.72%       | -           |
| 1994年（平成6年）  | 12,194人    | 非公表      | 499人       | 4.09%       | -           |
| 1995年（平成7年）  | 11,478人    | 非公表      | 554人       | 4.83%       | -           |
| 1996年（平成8年）  | 10,606人    | 非公表      | 583人       | 5.50%       | -           |
| 1997年（平成9年）  | 10,703人    | 非公表      | 600人       | 5.61%       | -           |
| 1998年（平成10年） | 11,103人    | 非公表      | 616人       | 5.55%       | -           |
| 1999年（平成11年） | 10,804人    | 非公表      | 611人       | 5.66%       | -           |
| 2000年（平成12年） | 10,665人    | 非公表      | 604人       | 5.66%       | -           |
| 2001年（平成13年） | 9,719人     | 非公表      | 618人       | 6.36%       | -           |
| 2002年（平成14年） | 9,641人     | 非公表      | 610人       | 6.33%       | -           |
| 2003年（平成15年） | 9,354人     | 非公表      | 591人       | 6.32%       | -           |
| 2004年（平成16年） | 8,875人     | 非公表      | 566人       | 6.38%       | -           |
| 2005年（平成17年） | 8,307人     | 非公表      | 527人       | 6.34%       | -           |
| 2006年（平成18年） | 7,932人     | 6,523人     | 520人       | -           | 7.97%       |
| 2007年（平成19年） | 7,540人     | 6,250人     | 503人       | -           | 8.05%       |
| 2008年（平成20年） | 7,270人     | 6,074人     | 488人       | -           | 8.03%       |
| 2009年（平成21年） | 7,234人     | 6,026人     | 486人       | -           | 8.07%       |
| 2010年（平成22年） | 6,739人     | 5,643人     | 471人       | -           | 8.35%       |
| 2011年（平成23年） | 6,310人     | 5,056人     | 390人       | -           | 7.71%       |
| 2012年（平成24年） | 6,136人     | 4,986人     | 418人       | -           | 8.38%       |
| 2013年（平成25年） | 6,017人     | 4,700人     | 412人       | -           | 8.76%       |
| 2014年（平成26年） | 5,754人     | 4,617人     | 407人       | -           | 8.81%       |
| 2015年（平成27年） | 5,659人     | 4,568人     | 403人       | -           | 8.82%       |
| 2016年（平成28年） | 5,658人     | 4,506人     | 402人       | -           | 8.92%       |
| 2017年（平成29年） | 5,837人     | 4,600人     | 400人       | -           | 8.69%       |
| 2018年（平成30年） | 5,411人     | 4,380人     | 418人       | -           | 9.54%       |
| 2019年（令和元年） | 5,270人     | 4,190人     | 406人       | -           | 9.68%       |
| 2020年（令和2年）  | 4,646人     | 3,785人     | 392人       | -           | 10.35%      |
| 2021年（令和3年）  | 4,733人     | 3,859人     | 404人       | -           | 10.46%      |
| 2022年（令和4年）  | 5,400人     | 4,404人     | 424人       | -           | 9.62%       |
| 2023年（令和5年）  | 5,417人     | 4,429人     | 428人       | -           | 9.66%       |
| 2024年（令和6年）  | 5,509人     | 4,589人     | 505人       | -           | 11.00%      |

1998年（平成10年）度以降、出願者数は年々減少しているが、合格率についてはほぼ一定水準が保たれている。2005年（平成17年）度までは受験者数が公表されていなかったため、2005年（平成17年）度以前の合格率は（合格者数 / 出願者数）で表される。なお、この表において受験者数とは、午前の部の試験を免除された者で午後の部を受験した者、又は午前の部及び午後の部の双方を受験した者の数である。

## 問題点
立ち会いに臨検せず
多忙と称し、自身が受任した境界立ち会い等に補助者を派遣して自身は臨検しない調査士が散見され、しばしば懲戒処分の対象となっている。

## その他
土地家屋調査士の日
日本土地家屋調査士会連合会は、2011年（平成23年）6月22日に、7月31日を土地家屋調査士の日と制定した。これは土地家屋調査士法が、1950年（昭和25年）7月31日、第8回臨時国会において可決成立し、同日付けで施行されたことによる。
懲戒請求権の法務大臣化
以前は各法務局長にあったが、令和2年8月1日より法務大臣に改正された。
「土地家屋調査士白書」の刊行
連合会は2年に1度のペースで「土地家屋調査士白書」を刊行している。